# Баумкухен
Баумкухен је колач од лиснатог теста печеног на ражњу (енгл. spit cake), пореклом из Немачке. Посластица се врло брзо порошила и постала традиционално пециво у многим европским земљама, а такође је популаран десерт и у Јапану. Због карактеристичних прстенова који се виде када се исече на кришке, који подсећају на годове дрвета, дају овом колач је добио немачко име Баумкухен, што у преводу дословно значи "колач од дрвета" или "дрвени колач".

## Историја
Када је и где овај колач настао није прецизно утврђено. У Баварској тврде да је настао баш тамо, најкасније у 19. веку, Док други извори тврде да је настао као варијација мађарског свадбеног колача, односно најстаријег мађарског пецива куртош колача (мађ. kürtőskalács, познат у Србији и као димњак-колач). Рецепт за баумкухен појављује се у првом кувару за професионалне куваре Ein new Kochbuch (дословно преведено Нова куварска књига), коју је 1581. године објавио кувар кнеза-изборника у Мајнцу, Маркс Румполт (Marx Rumpolt). Он је претходно радио као кувар у Мађарској и Бохемији. Забележено је да је 1682. један сеоски лекар у Франкфурту на Одри припремио сличан десерт. 
Верује се да је сличан колач био познат у Старој Грчкој и Риму, а да су овај начин прављења колача - окретањем на штапу изнад отворене ватре на територију данашње Немачке и околних земаља донеле римски освајачи.

## Карактеристике
Израда овог слаткиша је прилично захтевна, па је самим тим и прилично скуп. Прави на ражњу, равномерним наношењем танких слојева теста na шипку ражња, која се затим ротира изнад извора топлоте, традиционално изнад отворене ватре. Током наношења теста сваки слој се остави да се осуши пре него што се нанесе следећи. Када се колач скине са шипке и исече на кришке, сваки слој теста је упадљиво раздвојен од следећег златастом линијом, што подсећа на годове на пресеку стабла. Типични баумкухен састоји се од 15 до 20 слојева теста. Познати су мајстори кувари који припремају ову посластицу са 25 слојева, а која, пре него што се исече, тежи преко 100 килограма. Зависно од дужине шипке на ражњу, баумкухен може бити висок, односно дугачак три до четири метра.

## Састојци
Основни састојци од којих се прави баумкухен су путер, јаја, шећер, ванилија, со и брашно. Прашак за пециво не сматра се традиционалним састојком. Однос брашна, путера и јаја је обично 1: 1: 2, односно 100 грама брашна, 100 грама путера и 200 грама јаја (3-4 јајета, зависи од величине). Рецепт се може мењати додавањем других састојака, као што су млевени ораси, мед, марципан, нугат и рум или бренди, у тесто или у фил. Готов баумкухен може се прелити шећерном или чоколадном глазуром. Према неким рецептима, печен и охлађен баумкухен прво се премаже мармеладом или џемом, а потом прелива чоколадом. 

## Нутритивне вредности
|                     | једна кришка - око 133 г |
| ------------------- | ------------------------ |
| Енергетска вредност | 427 cal                  |
| Масти               | 23 г                     |
| Холестерол          | 278 мг                   |
| Со                  | 0.8 г                    |
| Калијум             | 110 мг                   |
| Угљени хидрати      | 45 г                     |
| Протеини            | 9.7 г                    |

## Варијације

### Баумкухеншпицен
Баумкухеншпицен, (дословно "врхови за торту од дрвета", су мали комади баумкухена који се добијају када се кришке колача исеку на мање комаде. Ови комади су обично преливени чоколадом и продају се појединачно. 

### Шихторта
Једноставнија, хоризонтално слојевита је верзија у облику торте - шихторта (schichttorte). Пече се на хоризонталној подлози, што резултира хоризонталним слојевима уместо кружних. Обликом више подсећа на торту и може се пећи у обичној рерни, док традиционална верзија захтева специјалну опрему која најчешће није доступна у просечном домаћинству. У поређењу са традиционалним обликом, пресек шихторте мање подсећа на годове дрвета. 

## У Јапану
Баумкухен је једно од најпопуларнијих пецива и у Јапану, где се назива bāmukūhen (јап. バームクーヘン). Представља популарни поклон за сватове, због свог  облика који подсећа на бурму.
У Јапан га је први увео Немац Карл Јозеф Вилхелм Јухаим (Karl Joseph Wilhelm Juchheim). Он и његова жена су боравили у кинеском граду Ћингдао, за време опсаде овог града од стране Британаца и Јапанаца, током Првог светског рата. Брачни пар је интернирани на Окинаву.  Јухаим је почео да прави и продаје традиционалну посластицу на Немачкој изложби у Хирошими 1919. После рата, одлучио је да остане у Јапану. Популарност коју је ова посластица стекла омогућила му је да се пресели у Јокохаму и отвори пекару, али је она срушена у великом Канто земљотресу 1923. године. Због тога је морао да се пресели у Кобе, где је остао до смрти, непосредно пред крај Другог светског рата. Неколико година касније, његова супруга вратила се да помогне јапанској компанији да отвори ланац пекара под именом Јухаим, што је додатно помогло ширењу популарности баумкухена у Јапану. 

## Друге регионалне варијације
- У Аустрији је ова посластица позната као познати као Prügelkrapfen
- У Луксембургу се, под називом Baamkuch као традиционално јело служи у посебним приликама, попут венчања, крштења итд.
- У Француској се може наћи као Gâteau à la broche
- У Словачкој је слично пециво познато као Skalický trdelník и заштићено је Ознаком географског порекла, регистрованом од стране ЕУ
- У Чешкој је сличан колач популаран под именом Trdelnik
- У Пољској је слична посластица позната као Sękacz
- У Литванији се такође припрема слично пециво, познато под именом - Šakotis, Raguolis или Bankuchenas и такође се припрема на ражњу, обично изнад отвореног пламена
- У Шведској је слична посластица, позната као - Spettekaka, такође заштићена Ознаком географског порекла, регистрованом од стране ЕУ
- У Мађарској је познато једно од најстаријих мађарских пецива - куртош колач (kürtőskalács). Последњих година у Србији се може наћи под називом димњак-колач, најчешће на вашарима
- У Турској се такође спрема слично пециво, печено на ражњу и зове се Makara tatlısı
- У Индонезији се припрема пециво под називом Spekkoek, kue lapis legit или spekuk. У тај део света је стигао током колонијалних времена, најпре у Холандску Индију
- У Србији је посластица слична овој позната као шам ролне. разлика је у методу прављења теста, који је доста поједностављен, али ни резултат није истоветан баумкухену

- Galerija bez rama, sa centriranim slikama i mogućnošću kontrole visine slika
- Баумкухен са белом глазуром пре резања...
- ... и после.
- Баумкухен преливен чоколадом
- Баумкухеншпицен, мали комади баумкухена, прво исечени, а затим преливени чоколадом
- Пољски секач или литвански шакотис сличан баумкухену, а можда и старији.